# Гай Веттий Коссиний Руфин
Гай Веттий Коссиний Руфин (лат. Gaius Vettius Cossinius Rufinus) — римский сенатор и политик начала IV века.

## Биография
В 306 году Руфин был назначен проконсулом Ахайи, но восстание Максенция в Риме помешало ему занять его место, так как новый император не обладал властью над этой провинцией, которая была в сфере власти Лициния. Также в правление Максенция (306—312 годы) Руфин был куратором (ответственным за техническое обслуживание) Фламиниевой дороги, русла Тибра и канализации города Рима, корректором Венеции, Истрии, Умбрии и Кампании.
После свержения Максенция, император Константин I Великий, желая заручиться поддержкой сената, несмотря на то, что среди них были сторонники его соперника Максенция, избрал трёх членов сената городскими префектами, одним из них был Руфин, который управлял Римом с 20 августа 315 года по 4 августа 316 года. Константин был настолько уверен в лояльности Руфина, что послал его на восток, под руководство своего коллеги императора Лициния, присвоим ранг комита. Также Руфин входил в состав жреческих коллегий авгуров и палатинских салиев. Он был патроном кампанского города Атина.
В 316 году Веттий занимал должность ординарного консула с Антонием Цециной Сабином. Руфин иногда идентифицируется с Веттием Руфином, который, возможно, был его родственником.